# اکرو، فنلاند
اکرو (به لاتین: Eckerö) یک منطقهٔ مسکونی در فنلاند است که در جزایر الند واقع شده‌است. این شهر دارای ۹۲۱ نفر جمعیت است.